# Стара река (област Сливен)
Вижте пояснителната страница за други значения на Стара река.
Стара река е село в Югоизточна България. То се намира в община Сливен, област Сливен.

## География
Село Стара река се намира на главния път, свързващ Велико Търново и Сливен. Отстои на около 80 км от Велико Търново, на 34 км от Елена, около 45 км от Сливен и 325 км от София.
Надморска височина 400 – 450 м.
В землището му преобладават сивите горски почви, а в речните долини – алувиално-ливадните.
В северната част на землището преобладават земеделските земи, а в южната част – горите, предимно букови.
От дивечът в землището му се срещат най-често дивата свиня, сърната, благородният елен, лисицата и заекът, срещат се и единични бройки кафява мечка, чакал и вълк, а в реките има речен кефал, черна мряна и лещенка.
Климатът е предпланински, с годишни валежи малко над 800 л/м2. В края на лятото често реките почти пресъхват.
Селото е имало турско име (Истарек), но след освобождението се прекръства на „Стара река“ (на самата минаваща през него река).
Населението до Освобождението е смесено — българско и турско, след Освобождението е предимно българско, а след това се заселват няколко семейства турци и роми. Най-голямо население е имало в периода около 1950 г. - 1960 г., когато населението му е било малко над 1000 души.

## Религия
Църквата „Успение Богородично“ е завършена през януари 1878 г. Населението изповядва източноправославното християнство и ислям.

## Културни и природни забележителности
В двора на църквата има паметник на загиналите във войните 1912 г. - 1918 г.
В селото има поща, училище, читалище/библиотека.
Край билната част на прохода Вратник се намира историческата местност „Агликина поляна“ (хайдушко сборище).

## Редовни събития
Празник на селото – „Голяма Богородица“ по стар стил 28-29 август. Сега се избира последната събота и неделя на месец август.

## Други
Инфраструктурата на селото се развива основно през периода 1965 г. - 1975 г. От този период са фурната, обществената баня, площадът с шадраван и сградата на кметството с пощата.
Селскостопански култури в района – основно царевица, боб, картофи. В последно време повече ливади и пасища.
Животновъдство (след 1989 г. е почти замряло). След приемането ни в ЕС от замиращ преминава в развиващ се и основен поминък. Към 2013 г., домашното производство на месо е силно намаляло под напора на кризата.
Дърводобив (до 90-те години – държавен цех, след това – частни паркетаджийски цехове). През 2012 година от трите цеха, функционира само един със силно редуциран състав на персонала.